# Kármán-linjen
Kármán-linjen er en populær definition på grænsen mellem Jordens atmosfære og det ydre rum. Grænsen er sat til 100 km over Jordens overflade, hvilket omtrent svarer til den højde, hvor atmosfæren er så tynd, at fly skal flyve lige så hurtigt som rumfartøjer i kredsløb ved samme højde. Linjen er opkaldt efter Theodore von Kármán og anerkendes blandt andet af Fédération Aéronautique Internationale.